# Melide (Spanyolország)
Melide (ez egy galiciai nyelvű elnevezés, spanyol neve Mellid) egy község Spanyolországban, A Coruña tartományban. Melide Arzúa, Boimorto, Sobrado, Galicia, Toques, Palas de Rei és Santiso községekkel határos. Lakosainak száma 7734 fő (2024).

## Népesség
A település népessége az utóbbi években az alábbiak szerint változott:
| Lakosok száma | 8462 | 7809 | 7931 | 7874 | 7824 | 7578 | 7488 | 7406 | 7427 | 7734 |
|               | 2001 | 2004 | 2006 | 2009 | 2011 | 2014 | 2016 | 2019 | 2021 | 2024 |

## Közlekedés
A Pontferrada felől Lugo város felé haladó N-VI sz. országos közútról, illetve a vele párhuzamosan haladó A6-os autópályáról Pedrafita do Cebreiro településnél leváló - főleg gyalogosforgalmú, a tulajdonképpeni El Camino zarándokút halad át az 1337 tszf. magasságban levő Alto do Poio-hágó-n, érinti a hajdani zarándokkórházat (Hospital) és továbbhalad Triacastela, Sarria, Melide, Burres érintésével Santiago felé. A zarándokút Guntin településnél becsatlakozik az 547. sz. Lugo – Santiago irányú közútba.

## Képgaléria

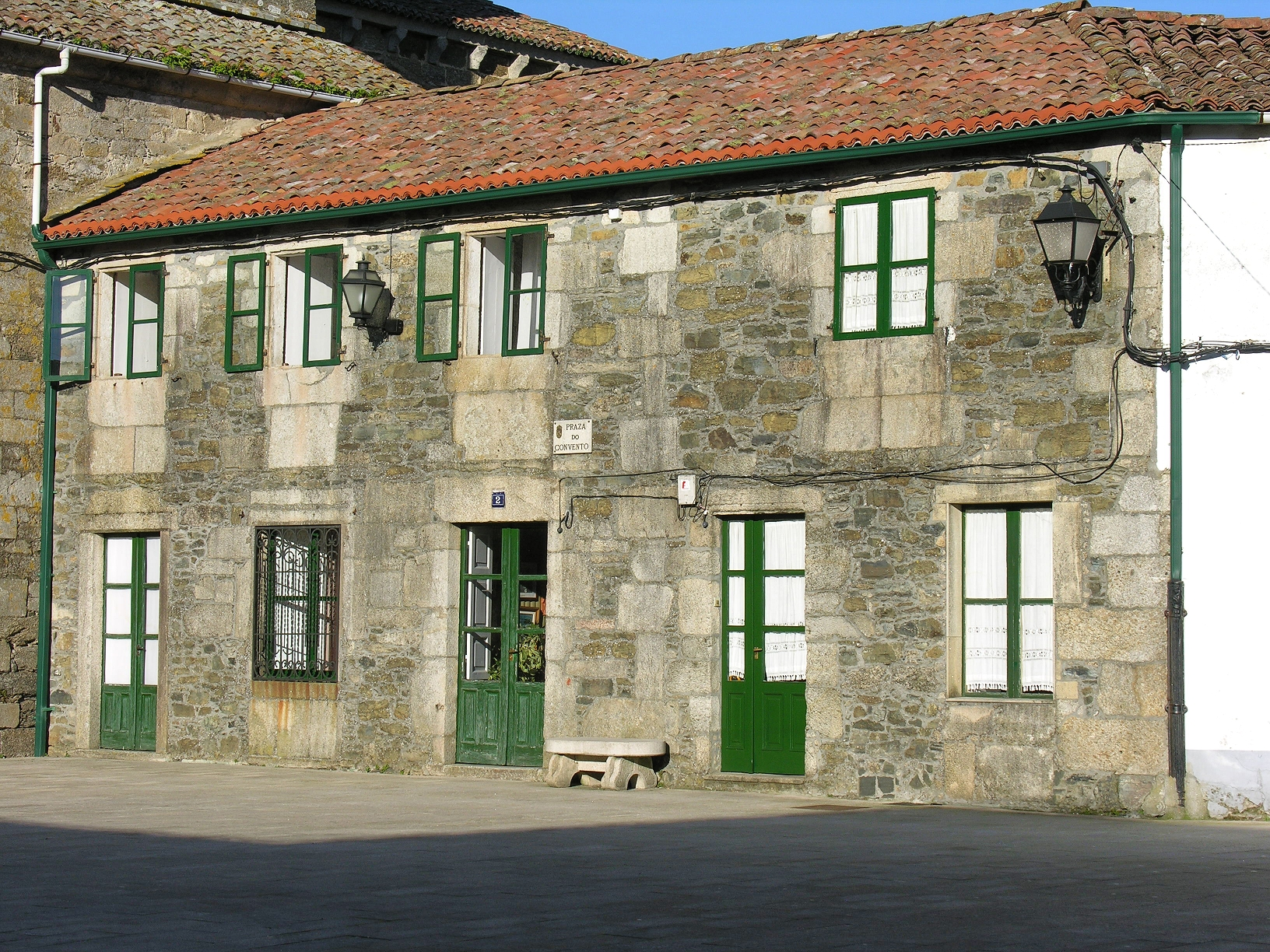
Praza do convento
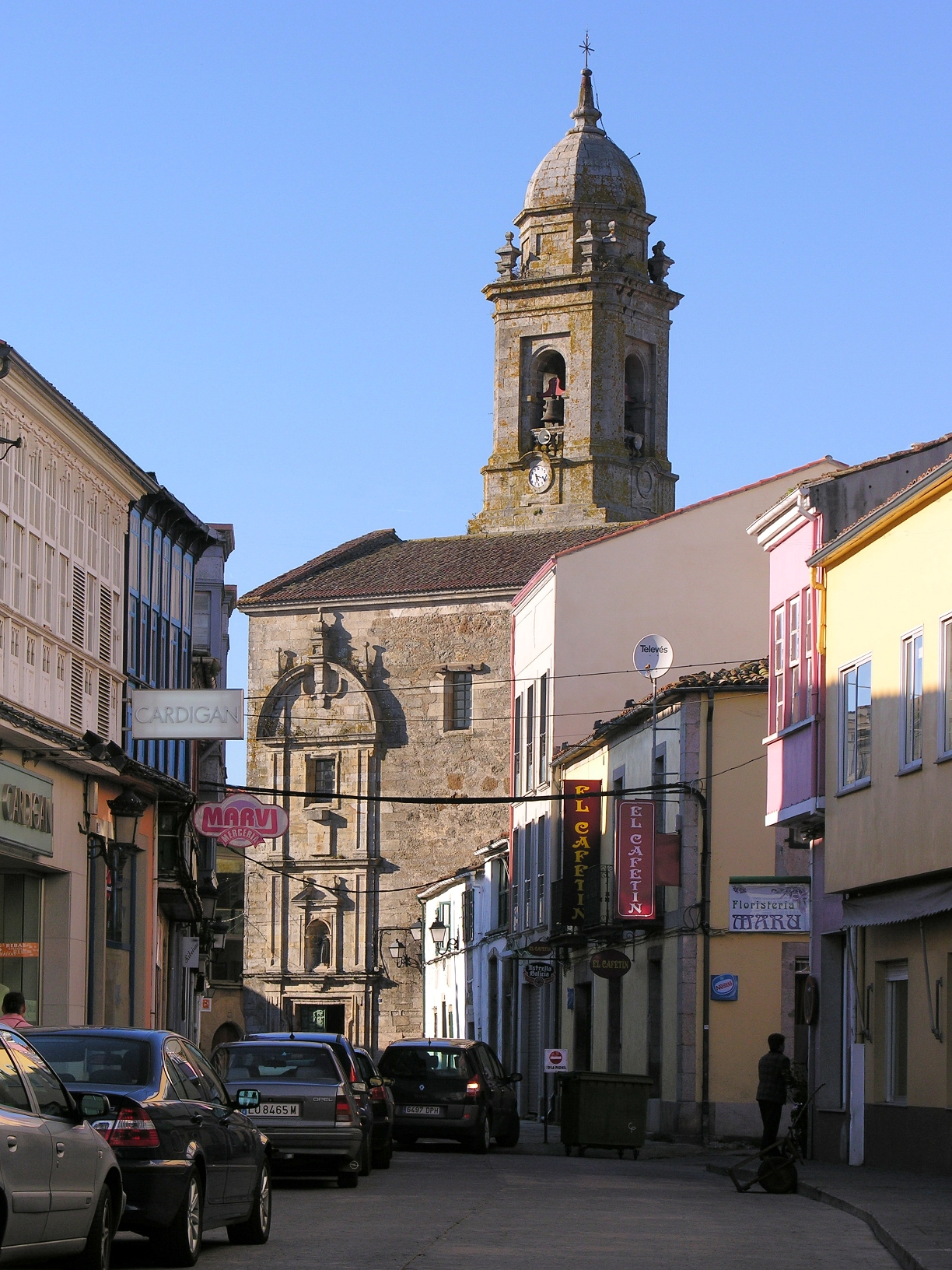
Igrexa
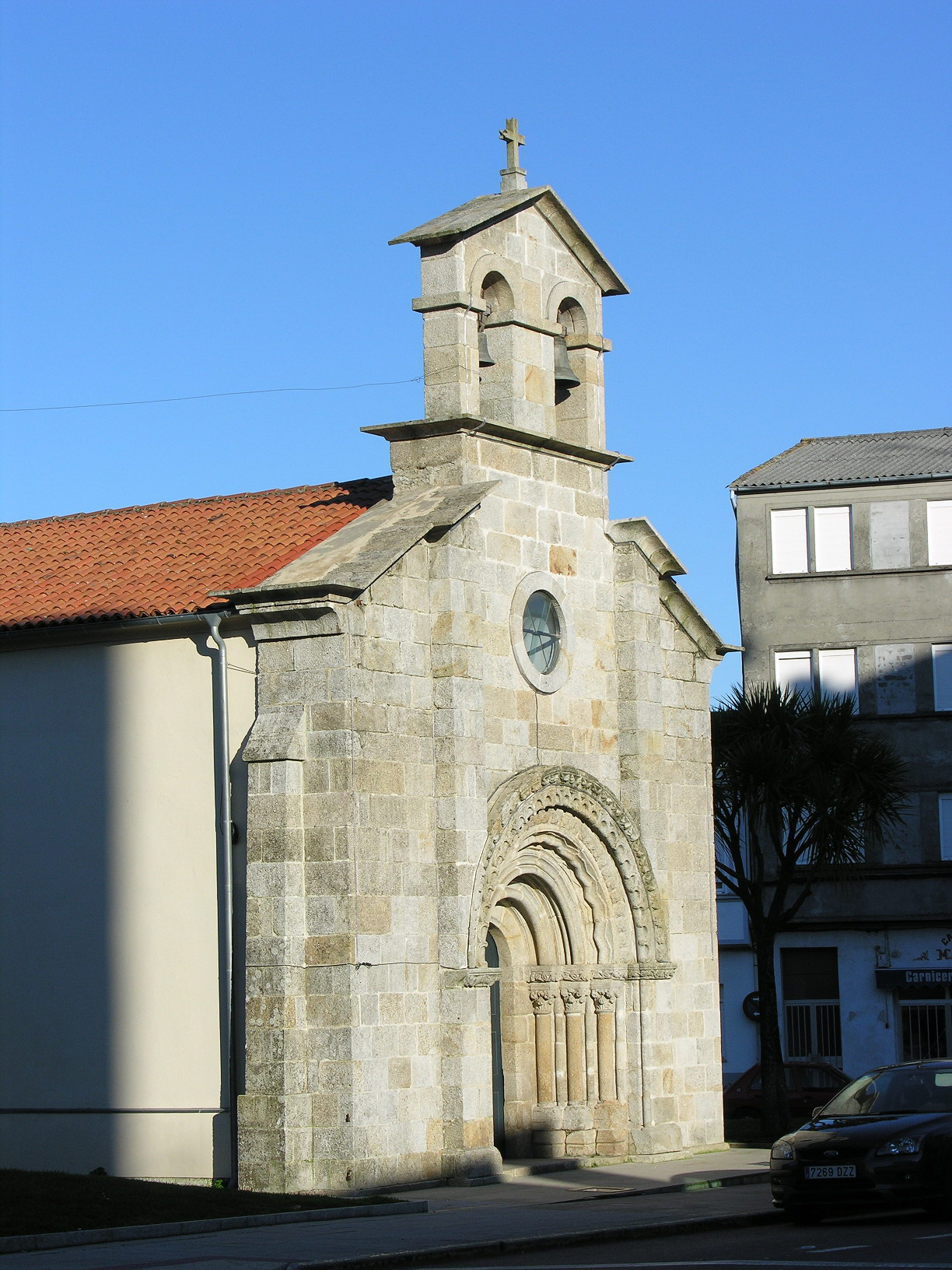
Igrexa no centro urbano
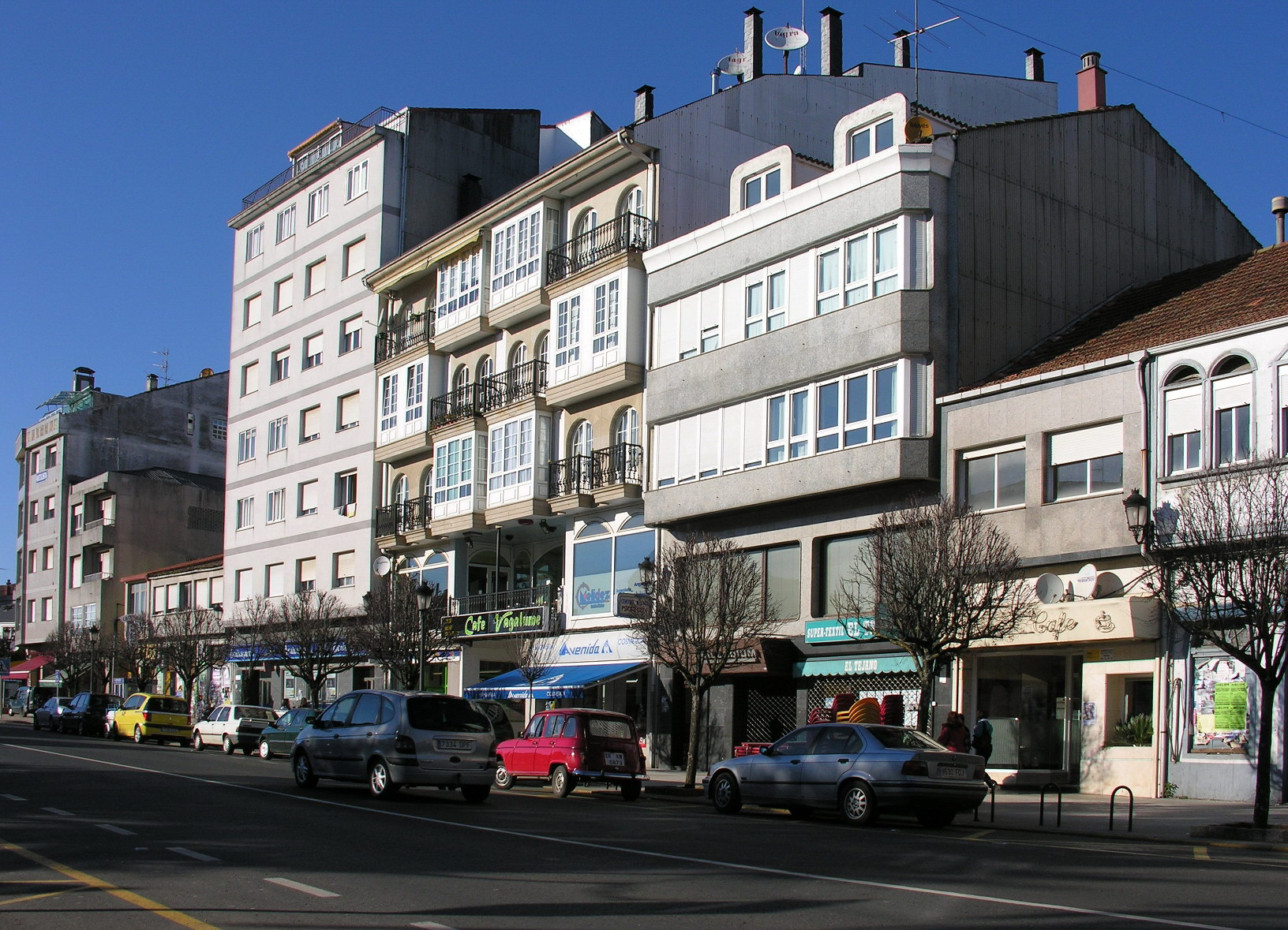
Centro urbano
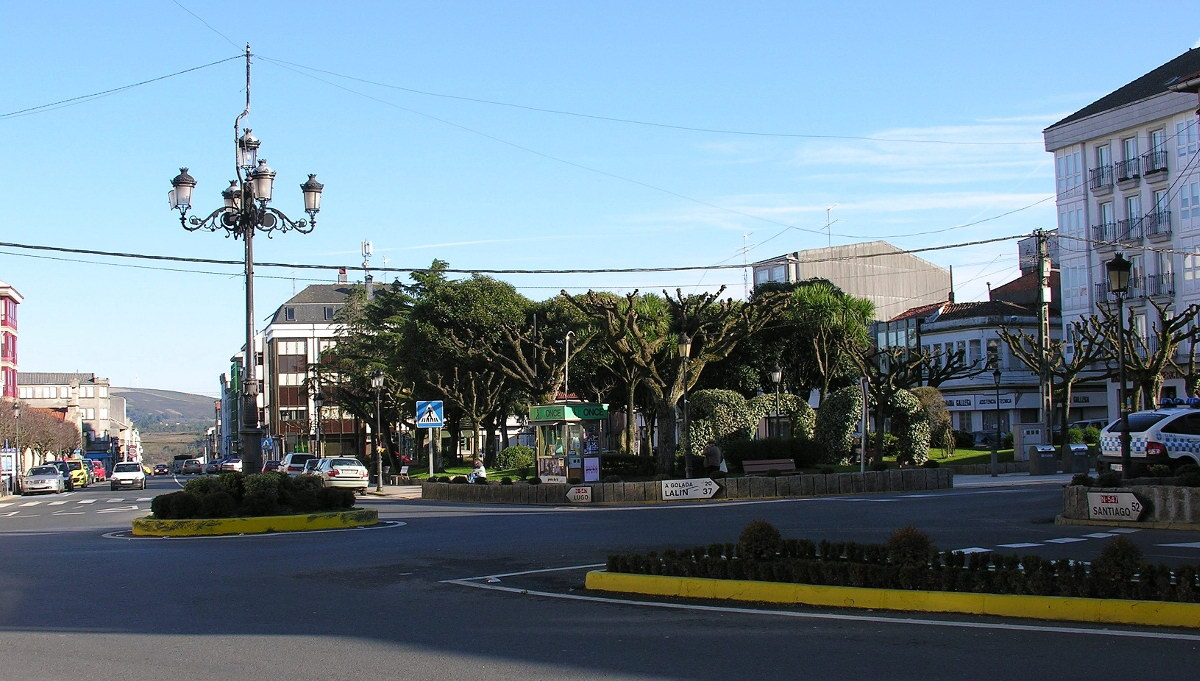
Rotonda no centro urbano
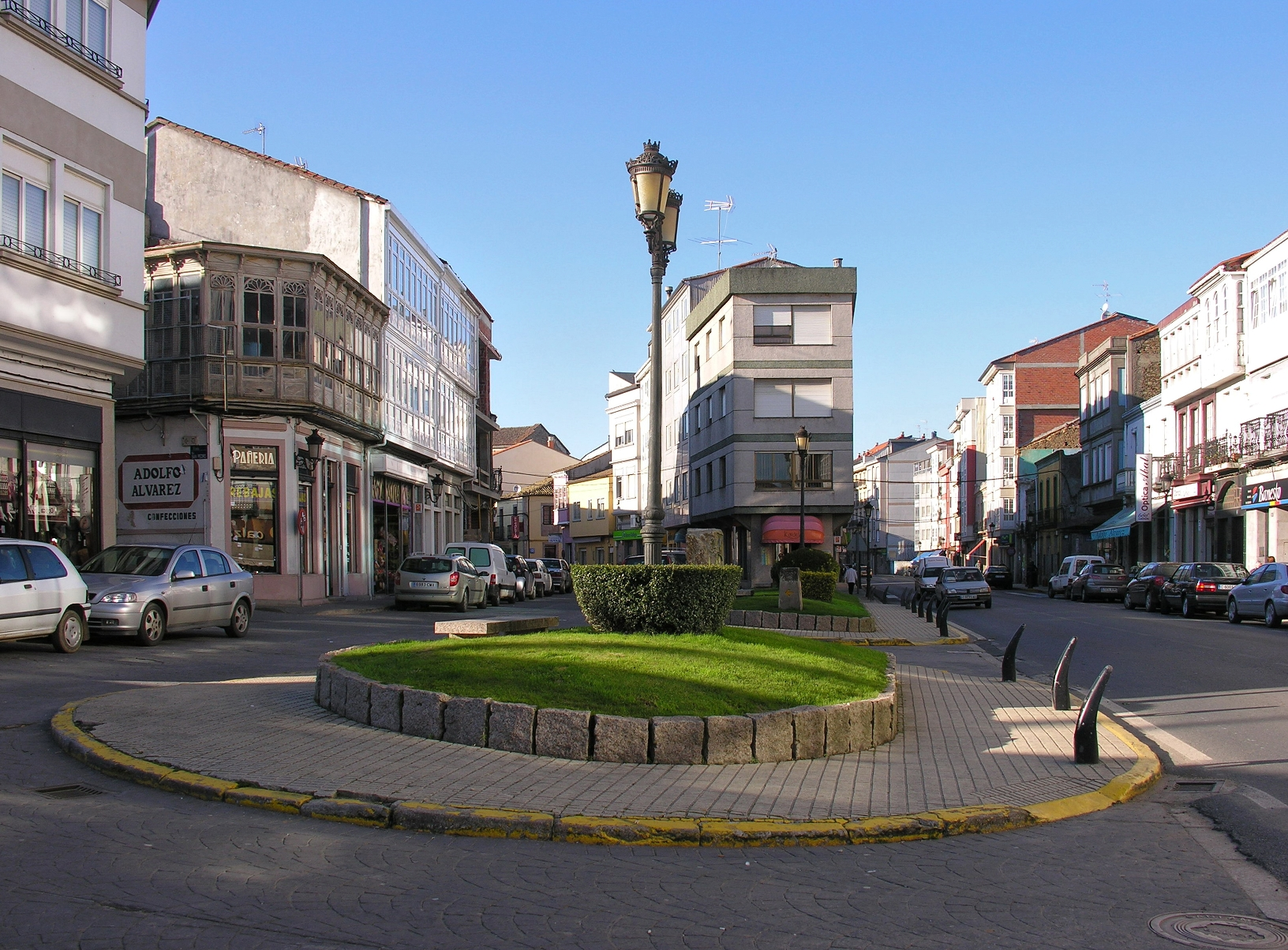
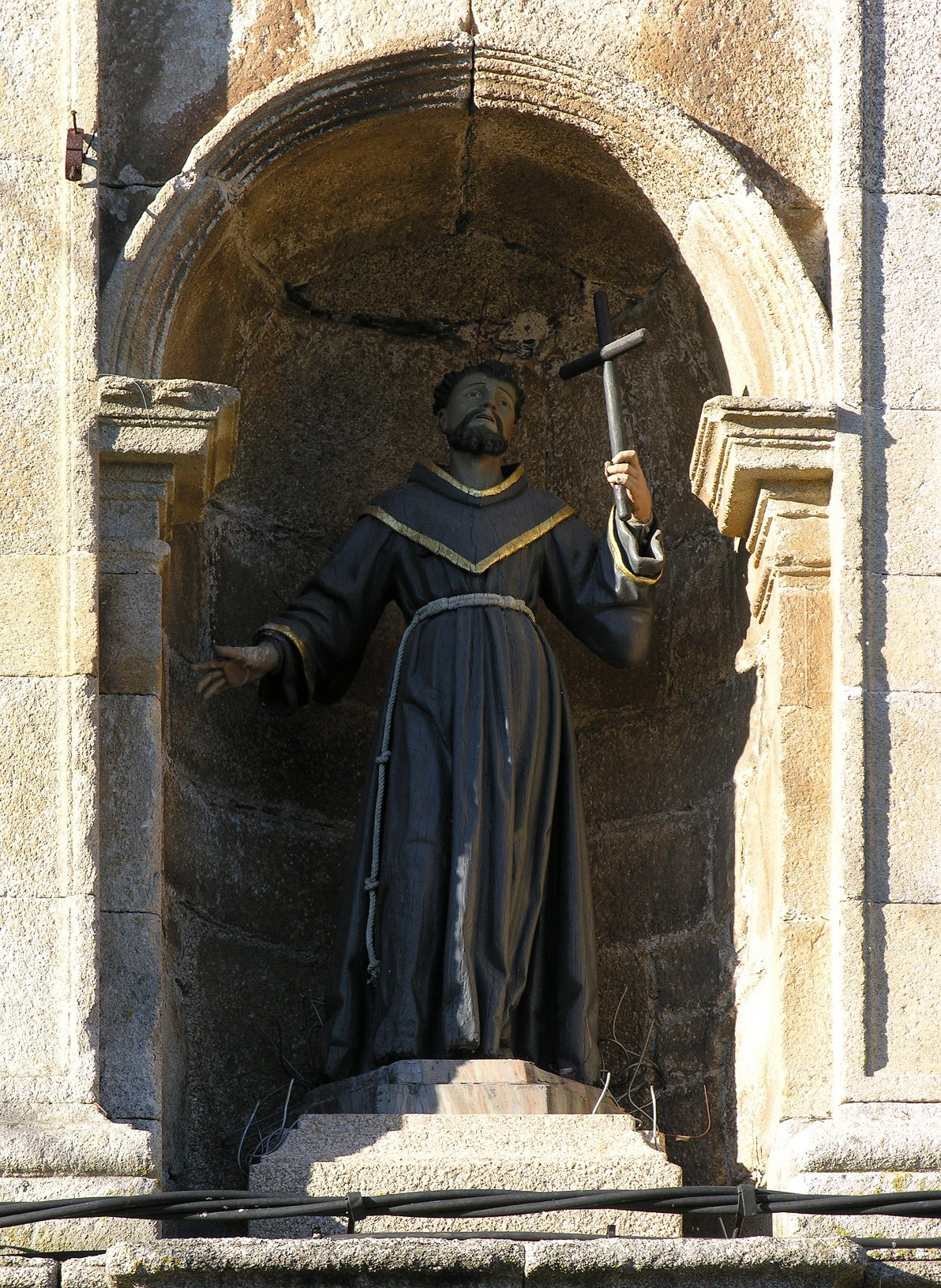
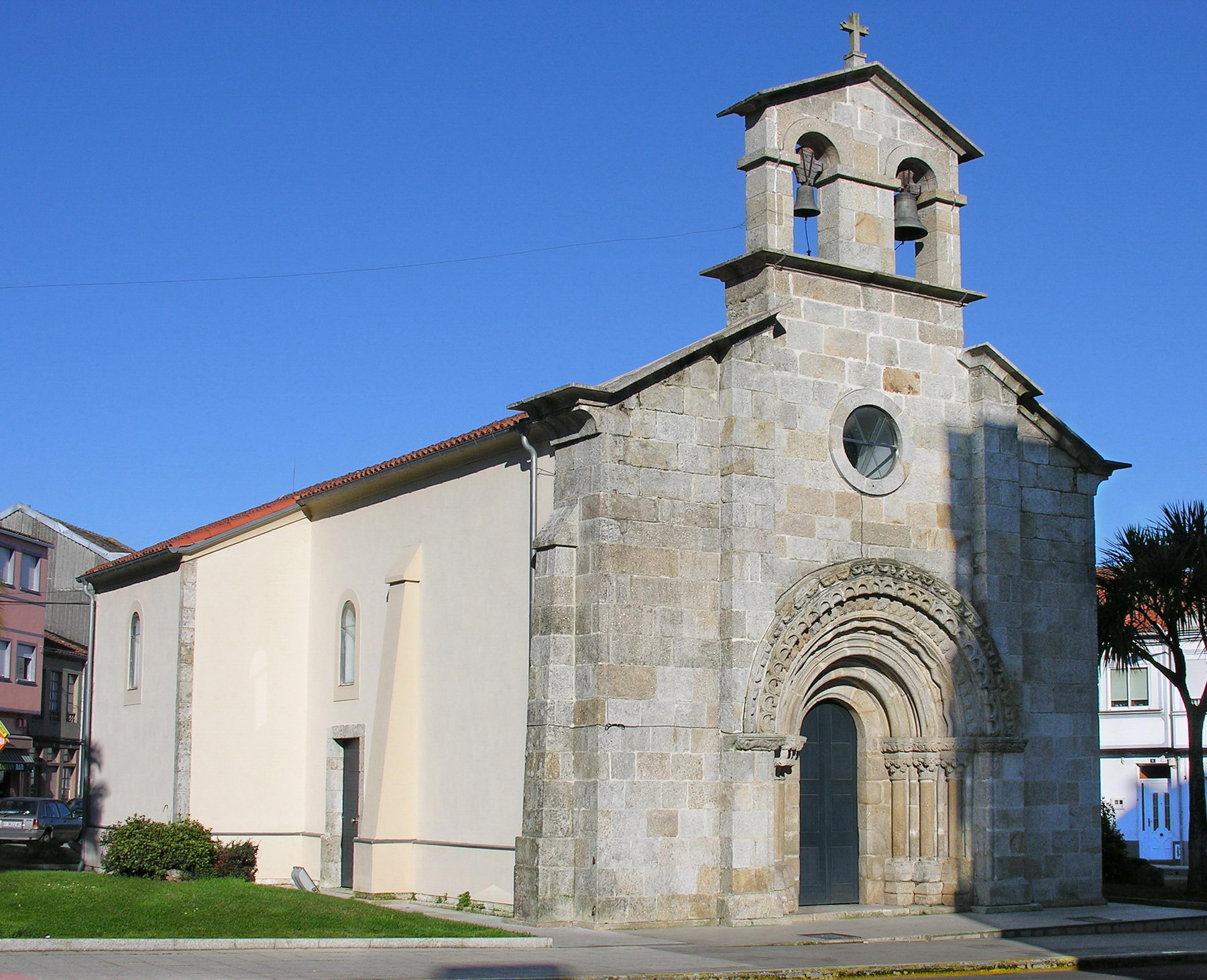
Igrexa no centro urbano
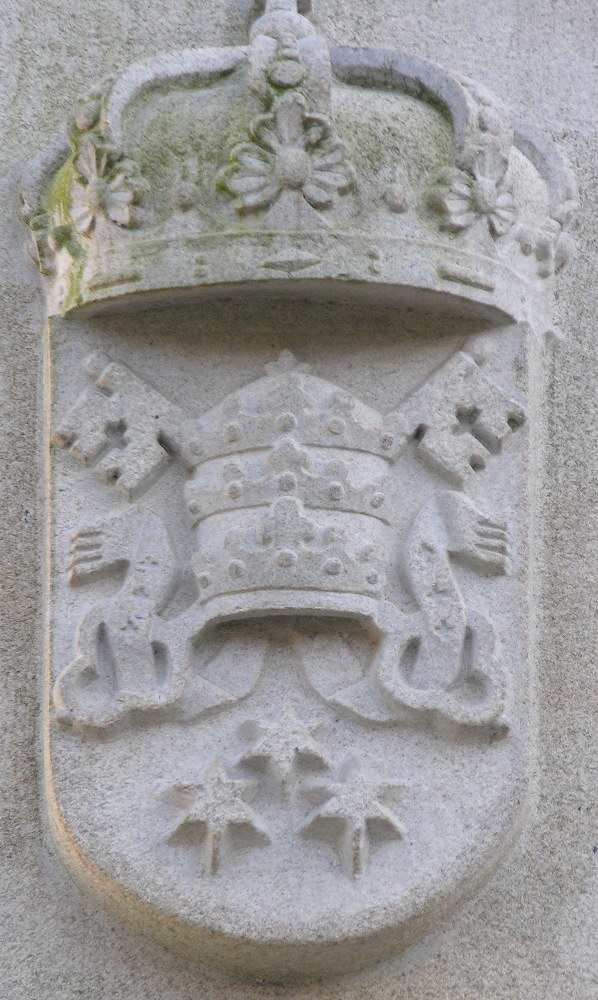
Escudo